# Abraham van den Blocke
Abraham van den Blocke, né en 1572 à Königsberg et mort le 31 janvier 1628 à Dantzig, est un architecte et un sculpteur prussien d'ascendance flamande.

## Biographie
Abraham van den Blocke est né en 1572 à Königsberg (Kaliningrad). Il est le fils de Willem van den Blocke (en) (avant 1550 - 1628). Ses frères Isaak, Jacob et David sont des peintres.
En 1584, la famille vit à Danzig (Gdańsk, Pologne) où il est formé comme sculpteur dans l'atelier de son père, un sculpteur et architecte flamand. Il a déménagé aux Pays-Bas pour d'autres études en 1590-95 et est devenu un citoyen de Danzig en 1596. En 1597, van den Blocke devint maître et créa son propre atelier en 1598.
Il travaille principalement à Gdańsk en tant que sculpteur et architecte. Il y réalise notamment la Speymannhaus (dite aussi Maison d'Or) en 1609. 
Van den Blocke est décédé à Danzig la même année que son père et son frère Isaak, probablement d'une maladie infectieuse.

## Œuvre
En 1598-1611, il fit un autel en pierre pour l'église Saint-Jean et devint architecte municipal en 1611. Van den Blocke construisit en 1609 la Golden Tenement House, la Porte d'Or (1612-1614) et fit une façade de l'Artushof (1616-1617). En 1606-1613, il réalisa des éléments pour le puits de Neptune et construisit le grenier royal pour le roi Sigismond III de Pologne. Il est le sculpteur de plusieurs pierres tombales et épitaphes dans l'église Sainte-Marie.